# داليا السوداء (رواية)
رواية داليا السوداء (بالإنجليزية: The Black Dahlia) هي رواية تم إصدارها عام (1987) مصنفة ضمن أدب الجريمة للكاتب الأمريكي جيمس إلروي، تتناول قصة حادثة داليا السوداء الشهيرة التي حدثت في الولايات المتحدة في فترة الاربعينيات.
تحولت هذه الرواية فيما بعد لعمل سينمائي يحمل نفسي العنوان «داليا السوداء» وتم إنتاجه عام 2006.